# La Mort en direct
La mort en direct (br: Morte ao Vivo) é um filme teuto-francês de 1980 dirigido por Bertrand Tavernier.

## Sinopse
Escritora de sucesso condenada por uma doença incurável não permite que seus últimos dias sejam gravados por uma emissora de tevê. Mas a estação patrocina a instalação de uma câmera microscópica no cérebro de um repórter, para que ele registre a morte da escritora.